# Baojun E300
La Baojun E300, chiamata anche Baojun KiWi EV, è un'autovettura elettrica prodotta dalla casa automobilistica cinese Baojun dal 2020.

## Descrizione

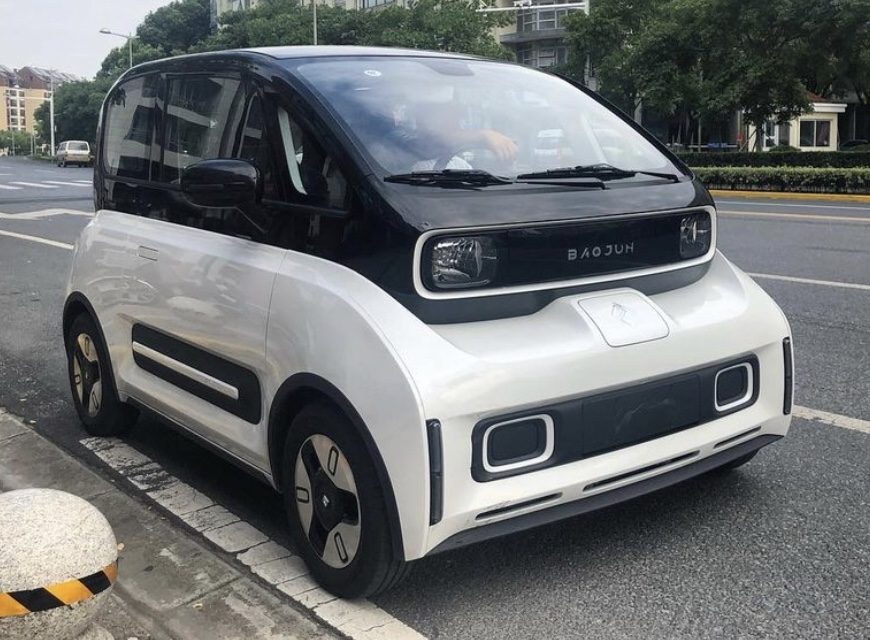
Baojun E300 Plus

La SAIC-GM-Wuling ha mostrato le prime immagini del veicolo nel dicembre 2019. La vettura è stata poi presentata in anteprima nel gennaio 2020 in evento stampa a Guangxi, per poi essere messa in venduta esclusivamente in Cina da maggio 2020.
Il mezzo viene offerto come E300 a passo corto con due o tre posti o come E300 Plus a passo allungato con quattro posti. 

## Tecnica
Il Baojun E300 è mossa da un motore elettrico sincrono a rapporto fisso montato al posteriore, che genera 40 kW di potenza massima e 150 Nm di coppia. Ha una velocità massima autolimitata a 100 km/h e supporta la ricarica rapida CC, consentendo una ricarica completa in un'ora circa. La versione top di gamma dell'E300 Plus è dotata di una batteria da 31,9 kWh e un'autonomia dichiarata secondo il ciclo NEDC di 305 km. Le sospensioni sono indipendenti sulle quattro ruote.
Sul lato sicurezza la vettura include il controllo elettronico della stabilità (ESC), il sistema antibloccaggio (ABS) con distribuzione elettronica della forza frenante (EBD), assistenza alla frenata idraulica (HBA) e doppi airbag frontali. Oltre l'80% del corpo è costituito da acciaio ad alta resistenza. Il pacco batteria è avvolto in un involucro in acciaio ed è dotato di un sistema di spegnimento automatizzato come ulteriore precauzione in caso di collisione o incidente.